# Parallels Workstation
Parallels Workstation — первый коммерческий продукт, выпущенный компанией Parallels, разработчиком десктопных и серверных решений в сфере виртуализации. Снят с производства, заменён программой Parallels Desktop.

## Возможности
Продукт предлагается для скачивания в виде файла инсталляции (21 MB для Microsoft Windows, 23 MB для Linux). Виртуальные машины создаются при помощи набора мастеров, далее конфигурация виртуальной машины может быть модифицирована через графический конфигуратор.
Parallels Workstation виртуализует полноценный набор стандартного оборудования PC, включающего в себя:
- Процессор соответствующий реальному
- Материнскую плату на основе чипсета Intel i815.
- До 1,5 ГиБ оперативной памяти
- Видеокарты VGA и SVGA с поддержкой VESA 3.0
- Дисковод для дискет 1.44 Mb, с возможностью подключения реального устройства или образа дискет.
- Два IDE контроллера, с возможностью подключения виртуальных жестких дисков от 20 Мб до 128 Гб каждый или CD/DVD-ROM (в режиме прямого доступа может напрямую использоваться привод реального компьютера)
- До четырёх последовательных портов, которые могут использовать реальные порты, файлы или пайпы (pipe)
- До трех двунаправленных параллельных портов, каждый из которых может быть назначен на реальный порт, принтер или файл
- До 5 виртуальных сетевых карт Ethernet совместимых с Realtek RTL8029(AS). Подключение может быть:
  - реальная сеть в режиме моста
  - реальная сеть через NAT
  - виртуальная сеть из хостовой и гостевой машины
- Двухпортовый контроллер USB 1.1
- Восьмипортовый контроллер USB 2.0
- AC97 совместимую звуковую карту.
- 104-кнопочную клавиатуру и PS/2 мышь.

Parallels Workstation имеет следующие расширения:
- Shared folders — доступ к папкам хостового компьютера из гостевой ОС
- Coherence — режим «seamless desktop»

Parallels Workstation умеет запускать следующие гостевые ОС:
- Microsoft Windows 3.1, 3.11, 95, 98, Me, 2000, NT, 2003, XP, Vista, Win7.
- Linux дистрибутивы Red Hat, Fedora Core, SuSE, Mandriva и Debian
- FreeBSD
- Syllable
- Sun Solaris для x86
- OS/2 и eComStation
- MS-DOS

Parallels Workstation может работать на следующих хост ОС:
- Microsoft Windows
- Linux